# Pijawka (dopływ Smortawy)
Pijawka – rzeka, prawy dopływ Smortawy o długości 13,871 km. Źródła rzeki znajdują się w okolicach Przeczowa na Ziemi Namysłowskiej. Płynie przez Barzynę, przed Borucicami łączy się z Minkowskim Potokiem i nieopodal wpada do Smortawy.